# 子韦
子韦，春秋时期宋国大夫、思想家，担任星官兼史官，《汉书·艺文志》中将其划为阴阳家，著有《宋司星子韦》三篇。《晋书·天文志》载“鲁有梓慎，晋有卜偃，郑有裨灶，宋有子韦，齐有甘德，楚有唐昧，赵有尹皋，魏有石申夫，皆掌著天文，各论图验”。《太平廣記·方士》載“賜姓曰子氏，名之曰韋也，錄曰，宋子韋世司天部，妙觀星律”以及“春秋生以賜姓，亦緣事顯族，乃號為司星氏”。

## 相关典故
宋景公三十七年（公元前480年），荧惑星（火星）侵入了心星的范围，看守住心星，心星属于宋国的分野，这是主刀兵灾祸的凶事要降临宋国的征兆，宋景公非常忧虑。身为占星官的子韦说：“我有法子将这祸患转移给宰相承受。”宋景公说：“宰相是辅佐国家的大臣，好比我的股肱，支持整个身体的行动一样，怎么可以使他遭受祸患呢？”子韦说：“那就转移给老百姓承受。”景公说：“一个人君，应该以仁爱来安抚百姓，怎可反而让百姓承受灾患呢？”子韦又说：“可以转移到年岁五谷收成上。”景公答说：“时令饥荒，人民困苦，我怎够得上为人国君呢？”子韦赞叹的说：“至高在上的天，听顺谦卑养德的人君，现在主公至心发出为人君的三种仁爱、宽厚的言论，必然感应天心，荧惑星必会有所移动。”于是再占候星象，荧惑星果然移动了三度，离开了心星的范围。宋国在这一年里，果然没有刀兵灾难。